# HMS Hawkins (D86)
O HMS Hawkins foi um cruzador pesado operado pela Marinha Real Britânica e a primeira embarcação da Classe Hawkins, seguido pelo HMS Vindictive, HMS Raleigh, HMS Frobisher e HMS Effingham. Sua construção começou em junho de 1916 no Estaleiro Real de Chatham e foi lançado ao mar em outubro do ano seguinte, sendo comissionado em julho de 1919. Era armado com uma bateria principal de sete canhões de 191 milímetros em montagens únicas, tinha um deslocamento de mais de doze mil toneladas e alcançava uma velocidade máxima de trinta nós.
O Hawkins teve um início de carreira relativamente tranquilo. Ele começou seu serviço como capitânia da 5ª Esquadra de Cruzadores Rápidos na China, onde permaneceu por oito anos até 1928, quando foi transferido para a Frota do Atlântico. Foi deixado na reserva entre 1930 e 1932 e então designado para atuar no Oceano Índico, onde permaneceu por três anos como capitânia da 4ª Esquadra de Cruzadores. O Hawkins voltou para casa e foi desmilitarizado entre 1937 e 1938 de acordo com os termos do Tratado Naval de Londres, sendo transformado em um navio-escola.
A Segunda Guerra Mundial começou em 1939 e o cruzador foi rearmado e recomissionado. Passou o primeiro ano do conflito patrulhando o Caribe e a América do Sul em busca de navios corsários alemães, sendo transferido no início de 1941 para a escolta de comboios no Índico, função que exerceu até 1944. Neste período também ajudou na conquista da Somália Italiana. Em junho de 1944 deu suporte de artilharia para os Desembarques da Normandia, sendo colocado na reserva pouco depois. O Hawkins foi tirado de serviço em maio de 1945 e desmontado em 1947.